# Brooklyn (Town, Green County)
Die Town of Brooklyn ist eine von 16 Towns im Green County im US-amerikanischen Bundesstaat Wisconsin. Im Jahr 2010 hatte die Town of Brooklyn 1083 Einwohner.
Town hat in Wisconsin eine grundlegend andere Bedeutung, als im übrigen englischsprachigen Bereich. Vielmehr entspricht sie den in den anderen US-Bundesstaaten üblichen Townships, die nach dem County die nächstkleinere Verwaltungseinheit bilden.

## Geografie
Die Town of Brooklyn liegt im Süden Wisconsins, rund 35 nördlich der Grenze zu Illinois. Der am Mississippi gelegene Schnittpunkt der drei Bundesstaaten Wisconsin, Iowa und Illinois liegt rund 140 km westsüdwestlich. Der Südwesten der Town wird vom Sugar River durchflossen, der über den Pecatonica River und den Rock River zum Stromgebiet des Mississippi gehört. 
Die Koordinaten des geografischen Zentrums der Town of Brooklyn sind 42°49′28″ nördlicher Breite und 89°25′27″ westlicher Länge. Sie erstreckt sich über eine Fläche von 91,9 km².   
Die Town of Brooklyn liegt im Nordosten des Green County und grenzt an folgende Nachbartowns und selbstständige Gemeinden:
| Town of Montrose (Dane County) | Town of Oregon (Dane County)                | Village of Brooklyn            |
| Town of Exeter                 | Kompassrose, die auf Nachbargemeinden zeigt | Town of Union (Rock County)    |
| Town of Mount Pleasant         | Town of Albany                              | Town of Magnolia (Rock County) |

## Verkehr
Der Wisconsin State Highway 92 verläuft in West-Ost-Richtung durch den Norden der Town of Brooklyn. Die östliche Grenze der Town wird vom Wisconsin State Highway 104 gebildet. Daneben führen noch die County Highways C, E und X durch die Town. Alle weiteren Straßen sind untergeordnete Landstraßen sowie teils unbefestigte Fahrwege.
Der nächste Flughafen ist der Dane County Regional Airport in Wisconsins Hauptstadt Madison (rund 40 km nordöstlich).

## Bevölkerung
Nach der Volkszählung im Jahr 2010 lebten in der Town of Brooklyn 1083 Menschen in 419 Haushalten. Die Bevölkerungsdichte betrug 11,8 Einwohner pro Quadratkilometer. In den 419 Haushalten lebten statistisch je 2,58 Personen. 
Ethnisch betrachtet setzte sich die Bevölkerung zusammen aus 97,2 Prozent Weißen, 0,2 Prozent Afroamerikanern, 0,3 Prozent amerikanischen Ureinwohnern, 0,5 Prozent Asiaten sowie 0,4 Prozent aus anderen ethnischen Gruppen; 1,5 Prozent stammten von zwei oder mehr Ethnien ab. Unabhängig von der ethnischen Zugehörigkeit waren 0,9 Prozent der Bevölkerung spanischer oder lateinamerikanischer Abstammung. 
24,3 Prozent der Bevölkerung waren unter 18 Jahre alt, 64,3 Prozent waren zwischen 18 und 64 und 11,4 Prozent waren 65 Jahre oder älter. 47,0 Prozent der Bevölkerung war weiblich.
Das mittlere jährliche Einkommen eines Haushalts lag bei 70.278 USD. Das Pro-Kopf-Einkommen betrug 31.689 USD. 4,3 Prozent der Einwohner lebten unterhalb der Armutsgrenze.

## Ortschaften in der Town of Brooklyn
Neben Streubesiedlung existiert in der Town of Brooklyn mit Attica eine gemeindefreie Siedlung.